# Amortyzator sprężynowy
Amortyzator sprężynowy to rodzaj amortyzatora, w którym elementem tłumiąco – sprężynującym jest sprężyna, pracująca w goleniu, co powoduje powstawanie oporu ciernego. Najprostsza i najmniej zaawansowana konstrukcja tego amortyzatora znajduje rozwiązanie w niektórych typach rowerów.